# Jocs Olímpics d'Estiu de 1996
Els Jocs Olímpics d'Estiu de 1996, oficialment Jocs de la XXVI Olimpíada, es van celebrar a la ciutat d'Atlanta (Estats Units d'Amèrica), entre el 19 de juliol i el 9 d'agost de 1996. Hi participaren 10.320 atletes (6.797 homes i 3.523 dones) de 197 comitès nacionals, que competiren en 26 esports i 271 especialitats.
Aquest fou la tercera ciutat estatunidenca seu d'uns Jocs Olímpics d'Estiu després de Saint Louis (1904) i Los Angeles (1932 i 1984).
En complir-se el 1996 el centenari dels Jocs de la I Olimpíada Moderna, Atenes partia com a favorita per tornar a ser seu en aquesta efemèride. No obstant això, la ciutat nord-americana va ser l'escollida, amb certa polèmica. La força econòmica de la iniciativa privada (Coca-cola i CNN tenen la seva seu a l'estat de Geòrgia) fou la raó principal que jugà en contra dels helens. Irònicament, els aspectes que en depenien (com ara les infraestructures o la circulació d'informació) acabaren per ser els veritables punts febles de l'organització. Les mesures de seguretat quedaren en evidència en patir el Parc del Centenari Olímpic un atemptat mortal la nit del 27 de juliol. A més a més, els Jocs acabaren amb pèrdues econòmiques. Tot el contrari va suposar l'aspecte purament esportiu, on es va veure un nivell superior al de Barcelona'92. Tot i això, els Jocs del Centenari no van ser considerats per Joan Antoni Samaranch a la cerimònia de clausura millors que els seus predecessors.

## Ciutats candidates
Com que durant la XXVI Olímpiada de l'era moderna es complien els cents anys de la restauració, Atenes volia organitzar aquest centenari. La capital grega era, en principi, la favorita. la 96a Sessió del COI el 18 de setembre de 1990 a Tòquio (Japó). La votació fou una de les més disputades de la història. Atenes guanyà les dues primeres rondes i inclús Atlanta arribà a ser superada per Melbourne. La tercera acabà en empat entre les dues grans aspirants, però finalment la ciutat estatunidenca va endur-se l'organització de l'esdeveniment amb una sorprenet diferència de vots. Aquests varen ser els resultats de les votacions:
| Ciutat     | Comitè Olímpic Nacional | Ronda 1 | Ronda 2 | Ronda 3 | Ronda 4 | Ronda 5 |
| Atlanta    | Estats Units            | 19      | 20      | 26      | 34      | 51      |
| Atenes     | Grècia                  | 23      | 23      | 26      | 30      | 35      |
| Toronto    | Canadà                  | 14      | 17      | 18      | 22      | -       |
| Melbourne  | Austràlia               | 12      | 21      | 16      | -       | -       |
| Manchester | Regne Unit              | 11      | 5       | -       | -       | -       |
| Belgrad    | RF Iugoslàvia           | 7       | -       | -       | -       | -       |

## Instal·lacions

### El Parc del Centenari Olímpic

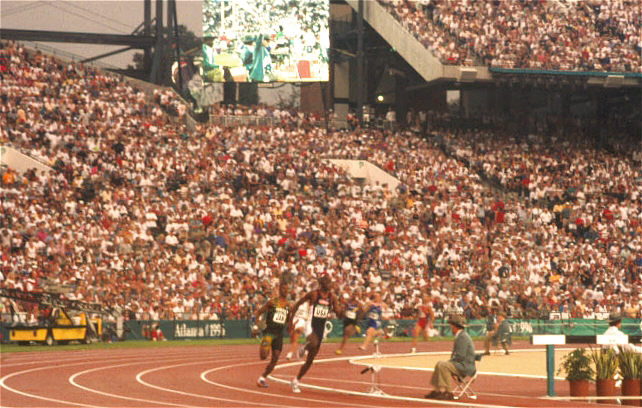
Imatge de la cursa de relleus 4x400 m masculí. Els Estats Units guanyaren l'or malgrat que Michael Johnson no hi va participar.

El Parc del Centenari Olímpic (Centennial Olympic Park en anglès) va ser el nucli de l'esdeveniment. A banda dels edificis esportius, també comprenia diversos espectacles per al públic que assistia als Jocs, en un dels quals es va produir l'atemptat mortal. Pel que fa a les infraestructures purament olímpiques van ser:
- Centennial Olympic Stadium → Cerimònies i Atletisme.
- Georgia Dome → Bàsquet, Gimnàstica i Handbol.
- Georgia Tech Aquatic Center → Natació, Natació sincronitzada, Salts, Waterpolo i Pentatló modern.
- Georgia World Congress Center → Esgrima, Halterofília, Handbol, Judo, Lluita i Tennis de taula.
- Omni Coliseum → Voleibol.

### Atlanta

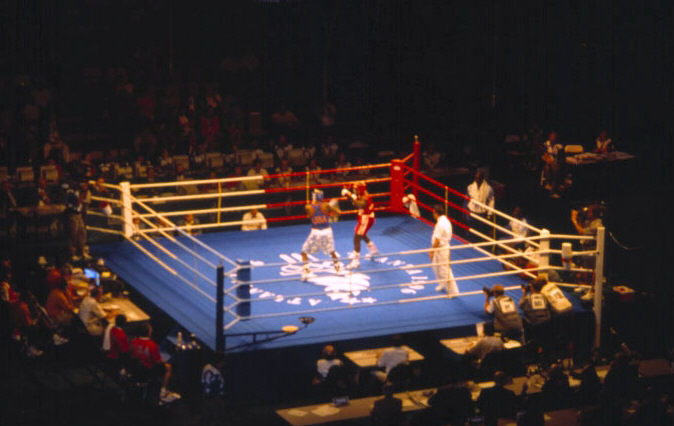
Combat de boxa a l'Alexander Memorial Coliseum durants els Jocs Olímpics d'Atlanta.

- Atlanta-Fulton County Stadium → Beisbol.
- Alexander Memorial Coliseum → Boxa.
- Georgia State University → Bàdminton.
- Morris Brown College Stadium → Hoquei herba.
- Wolf Creek Shooting Complex → Tir olímpic.

### Subseus
- Athens → Sanford Stadium (Futbol).
- Birmingham → Legion Field (Futbol).
- Columbus → Golden Park (Softbol).
- Conyers → Georgia International Horse Park (Hípica i Ciclisme tot terreny).
- Gainesville → Llac Lanier (Piragüisme i Rem).
- Jonesboro → Voleibol platja.
- Miami → Miami Orange Bowl (Futbol).
- Orlando → Citrus Bowl Stadium (Futbol).
- Comtat de Polk → Riu Ocoee (Piragüisme slalom).
- Savannah → Vela.
- Stone Mountain → Stone Mountain Tennis Center (Tennis) i Stone Mountain Park (Ciclisme en pista).
- Washington DC → Robert F. Kennedy Memorial Stadium (Futbol).

## Comitès participants

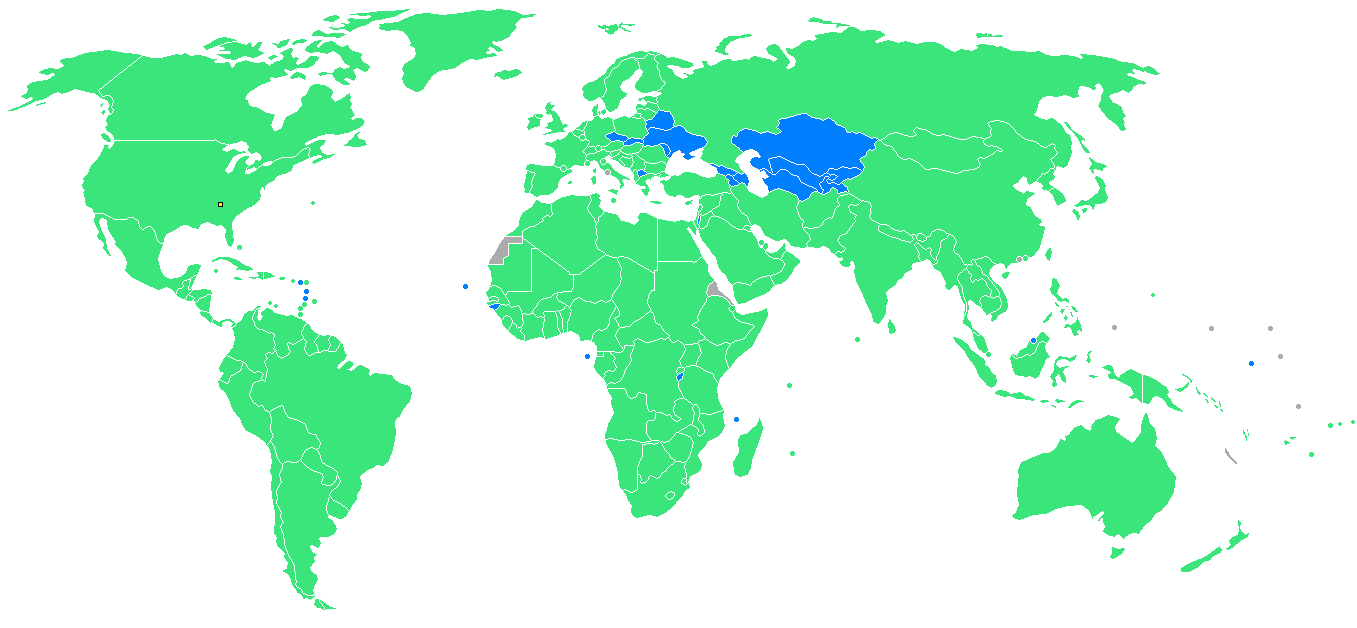
Comitès Olímpics Nacionals participants a Atlanta 1996.

Van ser 197 els Comitès Olímpics Nacionals que van participar en els Jocs del Centenari, 28 més que en Barcelona. Amb molta diferència, es tractava del nombre més elevat fins aleshores. Les raons principals són dues. En primer lloc, cap de les CONs membres del COI va deixar d'assistir. Una vegada superada l'època dels boicots, ni tan sols els temes extra-polítics impediren una participació massiva en Atlanta.
Més fonamental encara va ser l'aparició una quantitat enorme de nous CONs. En total, trenta-quatre feren el seu debut a la desfilada del Centennial Olympic Stadium. La major part provenien dels antics estats socialistes d'Europa oriental. L'Equip Unificat va donar pas als comitès d'Armènia, l'Azerbaidjan, Belarús, Geòrgia, el Kazakhstan, Moldàvia, Rússia, Tadjikistan, Turkmenistan, Ucraïna i l'Uzbekistan. La disgregació de Txecoslovàquia va permetre la participació de la República Txeca i Eslovàquia.
Però també hi participaren altres nous comitès: Burundi, Cap Verd, Comores, Dominica, Guinea Bissau, Nauru, Saint Kitts i Nevis, Saint Lucia o São Tomé i Príncipe. La major part d'ells són petits estats independitzats ja a la dècada dels 70. Un cas ben diferent era el de Palestina. Malgrat no ser reconegut com a independent per la comunitat internacional, mentre el Likkud va estar fora del govern israelià, els Acords d'Oslo permeteren una certa autonomia palestina, també a l'esport.
| Llista de CON participants | Llista de CON participants | Llista de CON participants |
| --- | --- | --- |
| - Afganistan AFG (1) - Albània ALB (7) - Alemanya GER (468) - Algèria ALG (45) - Andorra AND (8) - Angola ANG (28) - Antigua i Barbuda ANT (13) - Antilles Neerlandeses AHO (6) - Aràbia Saudita KSA (29) - Argentina ARG (178) - Armènia ARM (32) - Aruba ARU (3) - Austràlia AUS (424) - Àustria AUT (72) - Azerbaidjan AZE (23) - Bahames BAH (26) - Bahrain BRN (5) - Bangladesh BAN (4) - Barbados BAR (13) - Bèlgica BEL (61) - Belize BIZ (5) - Benín BEN (5) - Bermudes BER (9) - Belarús BLR (157) - Bolívia BOL (8) - Botswana BOR (7) - Brasil BRA (225) - Bòsnia i Hercegovina BIH (6) - Brunei BRU (1) - Bulgària BUL (110) - Burkina Faso BUR (5) - Burundi BDI (7) - Bhutan BHU (2) - Camerun CMR (15) - Canadà CAN (303) - Cap Verd CPV (4) - Colòmbia COL (48) - Comores COM (4) - Corea del Nord PRK (24) - Corea del Sud KOR (300) - Costa d'Ivori CIV (11) - Costa Rica CRC (49) - Croàcia CRO (84) - Cuba CUB (164) - Dinamarca DEN (119) - Djibouti DJI (5) - Dominica DMA (6) - Egipte EGY (29) - Equador ECU (19) - Eslovàquia SVK (71) - Eslovènia ESL (37) - Espanya ESP (294) - Estats Units USA (646) - Estònia EST (43) - Etiòpia ETH (18) - El Salvador ESA (7) - Fiji FIJ (17) - Filipines PHI (12) - Finlàndia FIN (76) - França FRA (299) - Gabon GAB (7) - Gàmbia GAM (9) - Geòrgia GEO (34) - Ghana GHA (35) - Grècia GRE (121) - Grenada GRN (5) | - Guam GUM (8) - Guatemala GUA (26) - Guinea GUI (5) - Guinea Bissau GBS (3) - Guinea Equatorial GEQ (5) - Guyana GUY (7) - Haití HAI (7) - Hondures HON (7) - Hongria HUN (214) - Hong Kong HKG (23) - Iemen YEM (4) - Illes Caiman CAY (9) - Illes Cook COK (3) - Salomó SOL (1) - Illes Verges Britàniques IVB (7) - Illes Verges Americanes ISV (12) - Índia IND (49) - Indonèsia INA (40) - Iran IRI (18) - Iraq IRQ (3) - Irlanda IRL (78) - Islàndia ISL (9) - Israel ISR (25) - Itàlia ITA(346) - RF Iugoslàvia YUG (68) - Jamaica JAM (45) - Jordània JOR (5) - Japó JPN (306) - Kazakhstan KAZ (96) - Kenya KEN (52) - Kirguizstan KGZ (33) - Kuwait KUW (25) - Laos LAO (5) - Letònia LAT (48) - Lesotho LES (9) - Líban LIB (1) - Libèria LBR (5) - Líbia LBA (5) - Liechtenstein LIE (2) - Lituània LTU (61) - Luxemburg LUX (6) - Macedònia del Nord MKD (11) - Madagascar MAD (11) - Malàisia MAS (35) - Malawi MAW (2) - Maldives MDV (6) - Mali MLI (3) - Malta MLT (7) - Marroc MAR (34) - Mèxic MEX (97) - Maurici MRI (26) - Mauritània MTN (4) - Moçambic MOZ (3) - Moldàvia MDA (40) - Mònaco MON (3) - Mongòlia MGL (16) - Myanmar MYA (3) - Namíbia NAM (8) - Nauru NRU (3) - Nepal NEP (6) - Nicaragua NCA (26) - Níger NIG (3) - Nigèria NGR (65) - Noruega NOR (98) - Nova Zelanda NZL (97) - Oman OMA (4) | - Països Baixos NED (235) - Pakistan PAK (24) - Palestina PLE (2) - Panamà PAN (7) - Paraguai PAR (7) - Papua Nova Guinea PNG (11) - Perú PER (29) - Polònia POL (165) - Portugal POR (106) - Puerto Rico PUR (69) - Qatar QAT (12) - Regne Unit GBR (300) - República Centreafricana CAF (5) - Rep. del Congo CGO (5) - República Dominicana DOM (16) - Txèquia CZE (115) - Romania ROM (165) - Rússia RUS (390) - Ruanda RWA (4) - Saint Lucia LCA (6) - Saint Kitts i Nevis SKN (10) - Saint Vincent i les Grenadines VIN (8) - Samoa SAM (5) - Samoa Americana ASA (7) - San Marino SMR (1) - São Tomé i Príncipe STP (2) - Senegal SEN (11) - Seychelles SEY (9) - Sierra Leone SLE (14) - Singapur SIN (14) - Síria SYR (7) - Somàlia SOM (4) - Suècia SWE (177) - Suïssa SUI (114) - Sudan SUD (4) - Surinam SUR (7) - Eswatini SWZ (6) - Sri Lanka SRI (9) - Sud-àfrica RSA (84) - Tadjikistan TJK (8) - Tailàndia THA (37) - Tanzània TAN (7) - Tonga TGA (5) - Togo TOG (5) - Trinitat i Tobago TRI (12) - Tunísia TUN (51) - Turkmenistan TKM (7) - Turquia TUR (53) - Txad CHA (4) - Ucraïna UKR (231) - Uganda UGA (10) - Emirats Àrabs Units UAE (4) - Uruguai URU (14) - Uzbekistan UZB (71) - Vanuatu VAN (4) - Veneçuela VEN (39) - Vietnam VIE (6) - Xile CHI (21) - R.P. de la Xina CHN (294) - Xina-Taipei TPE (74) - Xipre CYP (17) - Zaire ZAI (14) - Zàmbia ZAM (8) - Zimbàbue ZIM (13) |

## Competició

### Esports
Un total de 26 esports i 271 esdeveniments es van realitzar als Jocs. El softbol va ser esport olímpic per primer cop en aquesta edició i així mateix també debutaren el futbol en categoria femenina, el ciclisme de muntanya, el rem lleuger o el voleibol platja. Als Jocs d'Atlanta no hi va haver cap esport de demostració.

## Moments destacats
- El Centennial Olympic Stadium va coronar a Michael Johnson com un dels millors midfondistes de la història. Va acabar primer en les carreres de 200 m i 400 m. Però, a més a més, l'estratosfèrica marca dels 200 m (19,66) va superar la de Pietro Mennea en 1972 (19,72), el rècord mundial d'atletisme més antic. La plusmarca de Johnson resta avui encara per superar.
- Carl Lewis va acomiadar-se dels Jocs al seu país, de la mateixa manera que va començar el 1984. El Fill del vent va guanyar per quarta edició consecutiva el salt de llargària. Igualava així les 9 medalles d'or del finès Paavo Nurmi en atletisme.
- El canadenc Donovan Bailey va monopolitzar les dues proves de velocitatrealit. Va guanyar tant els 100 m (amb rècord del món) com els relleus 4x100 m sal estatunidenc.
- Entre les dones, Marie-José Perec repetí els èxits de Michael Johnson als 200 m i 400 m. Va esdevindre la primera dona a guanyar dos ors olímpics en aquesta darrera prova.

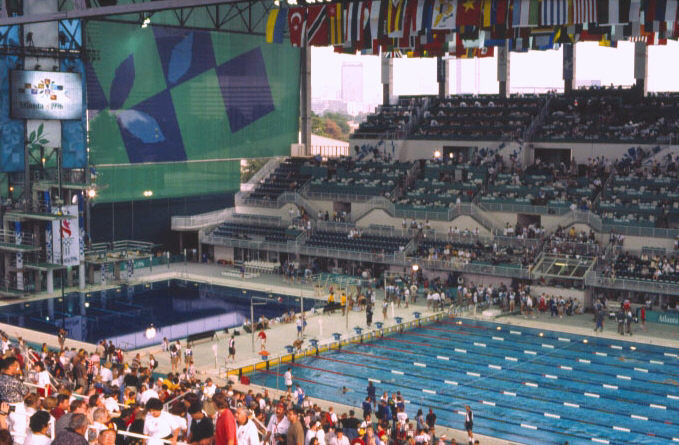
Imatge de l'interior del Georgia Tech Aquatic Center, on Michelle Smith i Aleksandr Popov foren els grans triomfadors.

- Wang Junxia que es va ser or als 5.000 m i plata als 10.000 m. Fernanda Ribeiro va privar a la xinesa d'un doblet històric.
- La reina de la piscina fou Michelle Smith. Aquesta irlandesa es penja tres medalles d'or (400 m lliures i 200 m i 400 m estils) i una de bronze (200 m papallona). Ella a soles es va bastar perquè els Jocs d'Atlanta foren els millor d'Irlanda pel que fa a nombre d'ors.
- Aleksandr Popov, ara competint per Rússia, va repetir el doblet en 50 m i 100 m lliures que ja va fer a Barcelona.
- L'aixecador turc Naim Suleymanoglu, nascut a Bulgària i naturalitzat en fugir de la repressió contra els musulmans, va guanyar la seva tercera medalla d'or en la categoria més lleugera (menys de 60 kg).
- Al ciclisme es va permetre per primer cop la participació d'esportistes professionals. La competició va créixer en espectacularitat. El penta-campió del Tour de França Miguel Indurain va ser el més ràpid a la contrarellotge, seguit d'Abraham Olano.
- A la categoria femenina, la francesa Jeannie Longo va ser or en ruta (havia estat segona en Barcelona '92) i plata en contrarellotge.
- Hubert Raudaschl, de cinquanta-quatre anys, va participar en les competicions de vela per novena edició seguida. L'austríac únicament comta amb dues medalles de plata guanyades als Jocs de Mèxic i Moscou. La bandera olímpica ondeja al Centennial Olympic Stadium.

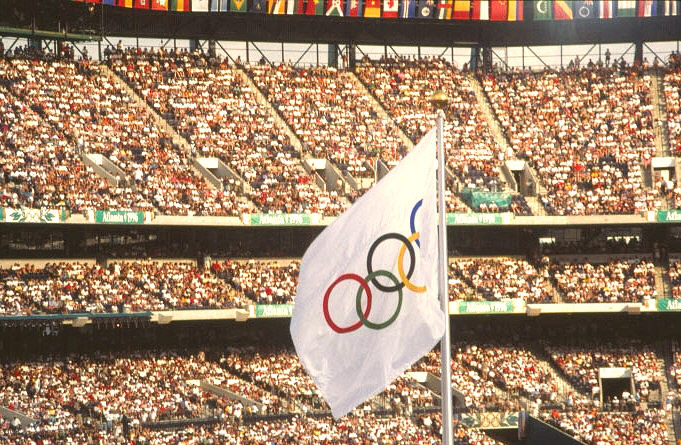
La bandera olímpica ondeja al Centennial Olympic Stadium.

- La competició de futbol masculina va acabar amb victòria de Nigèria sobre Argentina. Era el primer cop que una selecció africana guanyava una competició internacional de futbol no juvenil.
- L'antic boxejador Muhammad Ali, malalt de parkinson, fou l'encarregat d'encendre la flama olímpica. Durant la final de bàsket dels Jocs, Joan Antoni Samaranch va entregar-li una rèplica de la medalla d'or desapareguda que havia guanyat a Roma '60.
- La nit del dissabte 27 de juliol a la 1 i 20 minuts de la matinada un artefacte va esclatar al Parc del Centenari Olímpic. Com a conseqüència de l'atemptat van morir dues persones (una per l'explosió i altra per una aturada cardíaca) i més d'un centenar van resultar ferides. L'objectiu era un concert musical al que assistien milers de persones i que va poder ser desallotjat gràcies a una trucada telefònica que advertia de l'explosiu. L'autor va ser Eric Rudolph, un militant antigovern i contrari a l'homosexualitat i els jueus, que va ser capturat i condemnat el 2003.

### Medaller

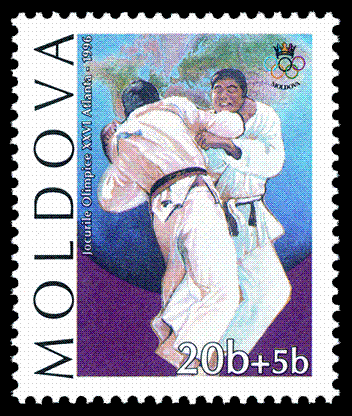
Segell commemoratiu moldau en honor dels Jocs.

Els Estats Units tornaren a imposar-se en el medaller. La darrera vegada també ho van fer aprofitant la seva condició d'amfitrió el 1984. Rússia es va convertir, com era d'esperar, en l'hereva de l'antiga URSS. Malgrat tot, moltes de les altres ex-repúbliques soviètiques van tindre papers destacats, Ucraïna per damunt de totes. Per la seva banda, alemanys i xinesos van repetir les seves posicions, encara que amb menys medalles.
| Pos. | Comitè Olímpic        | Or | Plata | Bronze | Total |
| 1    | Estats Units (USA)    | 44 | 32    | 25     | 101   |
| 2    | Rússia (RUS)          | 26 | 21    | 16     | 63    |
| 3    | Alemanya (GER)        | 20 | 18    | 27     | 65    |
| 4    | R.P. de la Xina (CHN) | 16 | 22    | 12     | 50    |
| 5    | França (FRA)          | 15 | 7     | 15     | 37    |
| 6    | Itàlia (ITA)          | 13 | 10    | 12     | 35    |
| 7    | Austràlia (AUS)       | 9  | 9     | 23     | 41    |
| 8    | Cuba (CUB)            | 9  | 8     | 8      | 25    |
| 9    | Ucraïna (UKR)         | 9  | 2     | 12     | 23    |
| 10   | Corea del Sud (KOR)   | 7  | 15    | 5      | 27    |

### Medallistes més guardonats
Categoria masculina
| Nom             | CON          | Disciplina | Or | Plata | Bronze | Total |
| Aleksei Némov   | Rússia       | Gimnàstica | 2  | 1     | 3      | 6     |
| Aleksandr Popov | Rússia       | Natació    | 2  | 2     | 0      | 4     |
| Gary Hall Jr.   | Estats Units | Natació    | 2  | 2     | 0      | 4     |
| Vitali Sxerbo   | Ucraïna      | Gimnàstica | 0  | 0     | 4      | 4     |
| Josh Davis      | Estats Units | Natació    | 3  | 0     | 0      | 3     |

Categoria femenina
| Nom            | CON          | Disciplina | Or | Plata | Bronze | Total |
| Amy Van Dyken  | Estats Units | Natació    | 4  | 0     | 0      | 4     |
| Michelle Smith | Irlanda      | Natació    | 3  | 0     | 1      | 4     |
| Angel Martino  | Estats Units | Natació    | 2  | 0     | 2      | 4     |
| Simona Amânar  | Romania      | Gimnàstica | 1  | 1     | 2      | 4     |
| Dagmar Hase    | Alemanya     | Natació    | 0  | 3     | 1      | 4     |
| Gina Gogean    | Romania      | Gimnàstica | 0  | 1     | 3      | 4     |